# Socialistische broederkus

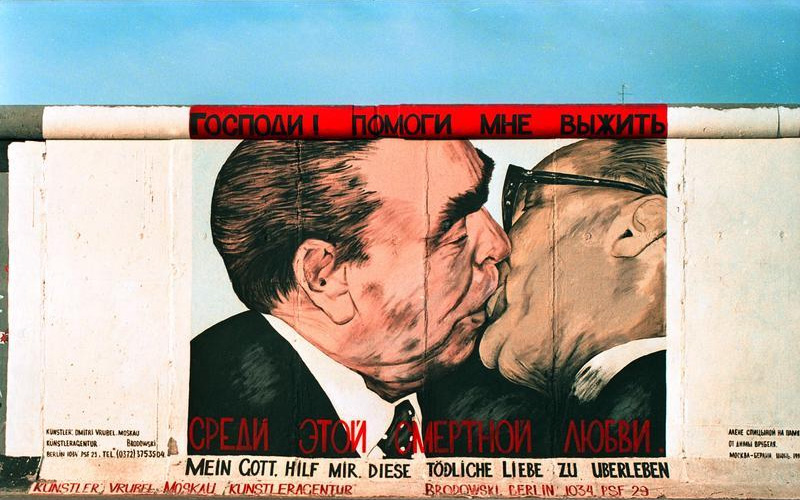
Graffitischildering op de Berlijnse Muur getiteld Mein Gott, hilf mir, diese tödliche Liebe zu überleben

De socialistische broederkus was een speciale vorm van begroeting tussen staatslieden in het voormalige Oostblok. het kunstwerk was ook een teken van vrede. Het bestaat uit een omhelzing en een wederzijdse kus (of meerdere kussen) op de wang of op de mond. Deze kus symboliseerde de bijzondere broederschap tussen de socialistische (marxistisch-leninistische) staten.
De broederkus tussen Erich Honecker en Leonid Brezjnev in 1979 werd beroemd nadat deze gefotografeerd werd en zich verspreidde. In 1990 werd door Dmitri Vroebel een graffitischildering op de Berlijnse Muur gezet getiteld Mein Gott, hilf mir, diese tödliche Liebe zu überleben. 